# 詞法定義
词法定义，也称为字典定义，此术语亦為通常用法中的含义。顾名思义，这是一种在字典中找到的定义方式。词法定义通常是定义请求中所期望的类型，通常期望这样的定义将尽可能简单地声明，以便将信息传达给最广泛的受众。 
词法定义是描述性的，能表達出语言使用者的实际狀況，且不管含义是否有所改變，并且跟随着术语用法的变化而改變，而不是硬性規定的，这種方式通常是可接受的。由於語言定義上具有高度包容性，並且下定義時通常試圖代表所有内容，因此对于目的而言通常較於含糊。 
当词汇定义過於广闊或無法準確定義时，便需要使用陈述性定义或规定性定义。 
单词可以分类为词汇與非词汇。 词汇词是具有独立含义的词（例如名词、动词、形容词、副词、介词）。 
人们实际使用的单词或短语的含义称为單詞定义；词典中给出的单词是词汇定义。由於一个单词可能具有多重意義，因此可能还具有多个词汇定义。
如果定义与单词的实际用法相同，则为定義正確；否则为定義錯誤。

## 參看
- 定義
- 哲學
- 語法